# Менахем Нахум Тверський
Менахем Нахум Тве́рський (1730, Норинськ — 1797, Чорнобиль) — хасидський цадик, праправнук авторитетного містика-кабаліста Адама Баал Шема з Ропшиц, учень засновника хасидизму Ісраеля бен Елізера (Баал Шем Това), засновник чорнобильської династії.

## Біографія
Менахем Нахум народився 1730 року в Норинську, рано осиротів і виховувався у свого дядька. Вивчав Тору у Литві. За переказами, Бешт ставився до Менахема Нахума як до особливої людини: він визнавав у ньому святого, але вважав, що той намагається вкрасти безліччю своїх добрих справ Ган Ейден (Райський Сад) і Майбутній Світ.
У молоді роки був меламедом на Волині. Вивчав кабалістичне вчення Аризаля та вів аскетичний спосіб життя: двічі на тиждень постився, загорнувшись у лахміття, і щопівночі оплакував зруйнований Юдейський Храм. «Наші очі бачать, — згодом писав він, — скільки людей, що вивчають Тору, напрактикувалися в головоломних міркуваннях, проте все ще далекі від трепету перед Богом і від справжнього служіння, їхній поганий потяг, як і раніше, цілий і неушкоджений…» («Меор Ейнаїм», Ітро).
Менахем Нахум був першим, хто проповідував вчення хасидизму в Чорнобилі. ВІн закликав до добрих справ для виправлення недосконалостей та жив у скромності. Написав книги «Меор Ейнаїм» (Світло очей) та «Ісмах Лейв» (Нехай зрадіє серце), видані 1798 року в Славуті. ВІн обрав покликання мандрівного магіда й переходив із міста до міста, поширюючи хасидское вчення. Існують свідчення, що у своїх мандрівках він діставався навіть до Литви, де міснаґдім неодноразово виганяли його.
Згодом став магідом у громаді Чорнобиля. Проте значну частину часу він, як і раніше, проводив у мандрах, збираючи гроші для викупу євреїв із боргових в'язниць та для допомоги знедоленим. За переказами, дізнавшись, що в одному з віддалених містечок немає мікви, а місцеві євреї не можуть зібрати необхідних для її будівництва коштів, Нахум знайшов багатія, який погодився надати для цієї мети гроші — за умови, що до нього перейде частка Нахума у Майбутньому Світі. Нахум прийняв цю умову: "…Тепер, якщо хтось готовий заплатити за мою долю в Майбутньому Світі, ця доля перетворюється на справжню матеріальну цінність, і, безумовно, я зобов'язаний продати це своє єдине майно, щоб виконати заповідь «Люби Господа… всім своїм надбанням».
Уже в ранзі авторитетного наставника Менахем Нахум жив, як і раніше, у крайній бідності. За свідченням сучасників, «все життя він прожив у кімнаті, площа якої складала чотири на чотири лікті». На зиму в нього з дружиною було одне старе овече вбрання на двох. Коли євреї вирішили спільно купити для нього новий гарний будинок, меблі та одяг, Менахем Нахум відповів відмовою, заявивши, що «не дозволить позбавити його хасидута (благочестя)».
Менахем Нахум по-особливому ставився до заповідей, пов'язаних із Землею Ізраїлю. За переказами, у дні свята Суккот він задовго до світанку брав до рук етрог — плід, що служив нагадуванням про Святу Землю предків, — цілував його і стояв, нетерпляче вдивляючись у обрій. Протягом довгих років Менахем Нахум, обминаючи заможних євреїв, збирав кошти на підтримку громади Тверія на Святій Землі. Вже після смерті Менахема Нахума, коли за указом влади Російської Імперії 1804 євреям присвоювалися прізвища, його нащадки взяли собі прізвище Тверські на честь Тверії.
Похований у Чорнобилі, де досі збереглася його могила. Жодних відомостей про прижиттєві портрети Менахема Нахума не виявлено.

## Чорнобильська династія
За молодшого сина Менахема Нахума — рабина Мордехае, автора книги «Лікутей Тора», у Чорнобилі сформувалося знамените подвір'я, яке відвідували тисячі прихильників з різних міст та містечок України, Білорусії та Польщі. Рабини Тверські остаточно залишили Чорнобиль 1920 року, коли цадик Шломо Бен Ціон разом із сім'єю покинув містечко.

## Вчення
Головне значення міцвот у тому, що їх дав Сам Бог. Тому вони є єдиними засобами, якими можна наблизитися до Творця. Людина отримує духовну їжу, виконуючи міцвот. Дотримуючись міцвот, можна досягти близькості до Бога. Міцвот мають життя та душу. Інакше вони були б порожнім тілом ритуалів, позбавленими духу («Meор Ейнаїм»). Раббі Нохем (Нахум) говорить про єднання душі з її джерелом: «Вона приходить до Божественної єдності, як частина приєднується до цілого, яке є Ейн-Соф. І потім світло святості Ейн-софа сяє в людині, коли частина зливається зі своїм джерелом». А світло святості Ейн-Софа (Нескінченності) стане основою для Тікуна (Виправлення) недосконалостей навколишнього реального світу, який так цього потребує.
Менахем Нахум певною мірою поєднує у своїх книгах погляди Ісраеля бен Елізера (Бешта) (експресивність), уявлення рабина Дов Бера з Межерича (споглядальне спілкування з Богом) та луріанську кабалу. Коли людина наштовхується на якесь явище, то в ній протистоїть два начала: добре і зле. Будь-яке переважання злого начала у людині викликає дисгармонію у Високому Світі, від чого, у свою чергу, посилюється зле начало в нашому світі. Завдання людини полягає:
1. У виправленні в собі злого начала та вдосконаленні доброго начала.
2. У піднесенні до Всевишнього доброго начала, що криється у всіх речах і явищах цього світу, або у здобутті прихованих у людині божественних іскор.

Останнє досягається постійним спілкуванням з Богом, прагненням шляхом служіння розчинити себе і все навколишнє у Всесвітньому та Єдиному, як маленьку частинку у великому цілому. Але таке спілкування не під силу простим смертним, і ті, що так служать Богу, є ланками між Всевишнім і світом, «великими стовпами, що з'єднують між собою небо і землю»: «Без цадика світ не міг би встояти ні хвилини, бо грішні люди тільки те й роблять, що відокремлюють світ від Джерела його буття. Світ міг би навіть триматися заслугами одного проте великого й у всіх сенсах досконалого праведника; але в наш час до Машіаха не може бути такого ідеального угодника. Коли прийде Машіах, цей найбільший всесвітній праведник, тоді він один виконуватиме завдання, яке нині виконує багато цадиків. Вірянин повинен вірити насамперед у Бога, а потім у цадика…» («Meор Ейнаїм»).
Книга «Meор Ейнаїм» набула широкого поширення як одна з основних праць для подальшого розвитку хасидського світогляду. У творах цадика є і численні висловлювання наставників Менахема Нахума — Бешта і магіда Дов Бера з Межерича. У передмові до книги Меор Ейнаїм Леві Іцхак з Бердичева написав, що кожне слово в ній є словом Бога Живого.